# Diecéze Alesa
Diecéze Alesa je titulární diecéze římskokatolické církve.

## Historie
Halaesa jejíž archeologické naleziště se dnes nachází v obci Tusa, je starobylé biskupské sídlo nacházející se v italské provincii Messina.
V Notitiae Episcopatuum konstantinopolského patriarchátu z 9., 10. a 12. století je uváděna jako sufragána arcidiecéze Syrakusy.
Známe tři biskupy tohoto sídla. Na Lateránském koncilu roku 649 je zmíněn Calunniosus Alesinus episcopus. Antonius zúčastněný v letech 869 a 870 Čtvrtého konstantinopolského koncilu, byl zmíněn jako episcopus Alisii či Aliseos. Třetí biskup je známý díky starověkému řeckému epigrafu, který dnes již neexistuje, ale je zmíněn ve dvou kodexech 16. století, jde o biskupa Tobiase.
Diecéze pravděpodobně zanikla po zemětřesení roku 856, nebo kvůli arabskému dobývání pravděpodobně po pádu Syrakus v roce 878.
Dnes je diecéze využívána jako titulární biskupské sídlo; v současnosti nemá svého titulárního biskupa.

## Seznam biskupů
- Calunniosus (zmíněn roku 649)
- Tobias (7./8. století)
- Antonius (zmíněn v letech 869 a 870)